# ترينتون (أوهايو)
ترينتون (بالإنجليزية: Trenton, Ohio)‏ هي مدينة تقع في الولايات المتحدة في مقاطعة بتلر، أوهايو. يقدر عدد سكانها بـ 11,869 نسمة ومساحتها 11.81 كم2 وترتفع عن سطح البحر 198 متر.

## التركيبة السكانية
قام مكتب تعداد الولايات المتحدة بتحديد بيانات التركيبة السكانية لترينتون في تعداد الولايات المتحدة. في ما يلي، التركيبة السكانية حسب تعدادي 2000 و2010.

### تعداد عام 2000
بلغ عدد سكان ترينتون 8,746 نسمة بحسب تعداد عام 2000، وبلغ عدد الأسر 3,189 أسرة وعدد العائلات 2,519 عائلة مقيمة في المدينة. في حين سجلت الكثافة السكانية 2,310.4 نسمة لكل ميل مربع (892.1/كم2). وبلغ عدد الوحدات السكنية 3,376 وحدة بمتوسط كثافة قدره 891.8 نسمة لكل ميل مربع (344.3/كم2).
وتوزع التركيب العرقي للمدينة بنسبة 98.24% من البيض و 0.18% من الأمريكيين الأصليين و 0.29% من الأمريكيين ذوي الأصول الآسيوية و 0.48% من الأمريكيين الأفارقة و 0.61% من عرقين مختلطين أو أكثر.
بلغ عدد الأسر 3,189 أسرة كانت نسبة 43.1% منها لديها أطفال تحت سن الثامنة عشر تعيش معهم، وبلغت نسبة الأزواج القاطنين مع بعضهم البعض 64.2% من أصل المجموع الكلي للأسر، ونسبة 10.7% من الأسر كان لديها معيلات من الإناث دون وجود شريك، وكانت نسبة 21.0% من غير العائلات. تألفت نسبة 17.1% من أصل جميع الأسر من أفراد ونسبة 6.8% كانوا يعيش معهم شخص وحيد يبلغ من العمر 65 عاماً فما فوق. وبلغ متوسط حجم الأسرة المعيشية 3.08، أما متوسط حجم العائلات فبلغ 2.74.
بلغ العمر الوسطي للسكان 31 عاماً. وكانت نسبة 29.6% من القاطنين تحت سن الثامنة عشر، وكانت نسبة 8.7% بين الثامنة عشر والأربعة وعشرون عاماً، ونسبة 34.3% كانت واقعةً في الفئة العمرية ما بين الخامسة والعشرون حتى والأربعة وأربعون عاماً، ونسبة 18.6% كانت ما بين الخامسة والأربعون حتى الرابعة والستون، ونسبة 8.9% كانت ضمن فئة الخامسة والستون عاماً فما فوق. يوجد لكل 100 أنثى 96.9 ذكر، ويوجد لكل 100 أنثى في الثامنة عشر من عمرها فما فوق 93.7 ذكر.
بلغ متوسط دخل الأسرة في المدينة 50,933 دولار، أما متوسط دخل العائلة فبلغ 54,794 دولار. وكان متوسط دخل الذكور 40,621 دولار مقابل 26,703 دولار للإناث. وسجل دخل الفرد الخاص بالمدينة 20,451 دولار. وكانت نسبة 3.1% من العائلات ونسبة 3.7% من السكان تحت خط الفقر، وكان من هؤلاء نسبة 3.9% تحت سن الثامنة عشر ونسبة 8.0% في الخامسة والستين من العمر وما فوق.

### تعداد عام 2010
بلغ عدد سكان ترينتون 11,869 نسمة بحسب تعداد عام 2010، وبلغ عدد الأسر 4,160 أسرة وعدد العائلات 3,258 عائلة مقيمة في المدينة. في حين سجلت الكثافة السكانية 2,602.9 نسمة لكل ميل مربع (1,005.0/كم2). وبلغ عدد الوحدات السكنية 4,454 وحدة بمتوسط كثافة قدره 976.8 لكل ميل مربع (377.1/كم2).
وتوزع التركيب العرقي للمدينة بنسبة 96.2% من البيض و 0.2% من الأمريكيين الأصليين و 0.5% من الأمريكيين ذوي الأصول الآسيوية و 1.0% من الأمريكيين الأفارقة و 1.9% من عرقين مختلطين أو أكثر.
بلغ عدد الأسر 4,160 أسرة كانت نسبة 47.0% منها لديها أطفال تحت سن الثامنة عشر تعيش معهم، وبلغت نسبة الأزواج القاطنين مع بعضهم البعض 57.0% من أصل المجموع الكلي للأسر، ونسبة 15.1% من الأسر كان لديها معيلات من الإناث دون وجود شريك، بينما كانت نسبة 6.3% من الأسر لديها معيلون من الذكور دون وجود شريكة وكانت نسبة 21.7% من غير العائلات. تألفت نسبة 17.1% من أصل جميع الأسر من أفراد ونسبة 6.4% كانوا يعيش معهم شخص وحيد يبلغ من العمر 65 عاماً فما فوق. وبلغ متوسط حجم الأسرة المعيشية 3.18، أما متوسط حجم العائلات فبلغ 2.85.
بلغ العمر الوسطي للسكان 32.2 عاماً. وكانت نسبة 31% من القاطنين تحت سن الثامنة عشر، وكانت نسبة 8.1% بين الثامنة عشر والأربعة وعشرون عاماً، ونسبة 30.7% كانت واقعةً في الفئة العمرية ما بين الخامسة والعشرون حتى والأربعة وأربعون عاماً، ونسبة 20.8% كانت ما بين الخامسة والأربعون حتى الرابعة والستون، ونسبة 9.4% كانت ضمن فئة الخامسة والستون عاماً فما فوق. وتوزع التركيب الجنسي للسكان بنسبة 48.6% ذكور و51.4% إناث.